# Elección al Senado de los Estados Unidos en Ohio de 2022
La elección al Senado de los Estados Unidos de 2022 en Ohio se llevó a cabo el 8 de noviembre de 2022 para elegir a un miembro del Senado de los Estados Unidos que represente al estado de Ohio. El titular republicano de dos mandatos, Rob Portman, anunció que no buscaría la reelección para un tercer mandato el 25 de enero de 2021, citando un "atasque partidista".
Las elecciones primarias se llevaron a cabo el 3 de mayo, con el comentarista y autor conservador JD Vance ganando la nominación del Partido Republicano y el representante estadounidense Tim Ryan ganando la nominación del Partido Demócrata.